# Bad Hair Day
Bad Hair Day é o nono álbum do músico norte-americano "Weird Al" Yankovic, lançado em 1996 pela gravadora Scotti Brothers Records.
Algumas paródias foram recusadas, como "Laundry Day", paródia de "Come Out and Play" da banda The Offspring. A banda disse que a paródia era muito "boba". "Weird Al" conseguiu mais tarde, porém, parodiar a canção "Pretty Fly (for a White Guy)" no seu álbum seguinte. Outra paródia recusada foi "Gee, I'm a Nerd", paródia de "Free as a Bird", dos Beatles. Embora Paul McCartney (membro da banda e compositor da canção) tenha permitido a sátira, ele deixou a decisão final por conta de Yoko Ono, viúva de John Lennon, o co-compositor da canção e colega de Paul nos Beatles. A cantora recusou, dizendo que ainda era "muito cedo" para se fazer algo do gênero.
Uma terceira paródia, "I'll Repair for You" (satirizando "I'll Be There for You" do grupo The Rembrandts), foi planejada mas recusada pelos produtores do seriado Friends, onde a música é utilizada como tema de abertura, pois não queriam a canção superexposta.

## Faixas
| Faixa | Nome                                                              | Duração | Paródia de                                                 | Descrição |
| ----- | ----------------------------------------------------------------- | ------- | ---------------------------------------------------------- | --- |
| 1     | "Amish Paradise" (Paraíso Amish)                                  | 3:20    | "Gangsta's Paradise" por Coolio                            | Sobre um homem amish que faz um rap sobre seu estilo de vida. |
| 2     | "Everything You Know Is Wrong" (Tudo o que Você Sabe Está Errado) | 3:48    | They Might Be Giants                                       | Sobre uma sequencia incomum de acontecimentos. |
| 3     | "Cavity Search" (Pesquisa na Cavidade)                            | 4:19    | "Hold Me, Thrill Me, Kiss Me, Kill Me" por U2              | Sobre um homem fazendo uma dolorida visita ao dentista. |
| 4     | "Callin' in Sick" (Chamando um Doente)                            | 3:40    | Nirvana                                                    | Sobre um homem preguiçoso que alega estar doente para faltar ao trabalho. |
| 5     | "The Alternative Polka" (A Polca Alternativa)                     | 4:50    | Uma das Polka Medleys                                      | Inclui trechos das seguintes canções: - "Loser" por Beck - "Sex Type Thing" por Stone Temple Pilots - "All I Wanna Do" por Sheryl Crow - "Closer" por Nine Inch Nails - "Bang and Blame" por R.E.M. - "You Oughta Know" por Alanis Morissette - "Bullet With Butterfly Wings" por The Smashing Pumpkins - "My Friends" por Red Hot Chili Peppers - "I'll Stick Around" por Foo Fighters - "Black Hole Sun" por Soundgarden - "Basket Case" por Green Day - "Ear Booker Polka" por "Weird Al" Yankovic |
| 6     | "Since You've Been Gone" (Desde que Você Foi Embora)              | 1:22    | a capella                                                  | Sobre os sentimentos de um homem após um rompimento amoroso. No final, ele diz: "eu me sinto quase tão mal quanto eu sentia quando você ainda estava aqui". |
| 7     | "Gump" (Guanaco)                                                  | 2:10    | "Lump" por The Presidents of the United States of America. | Sobre a história de Forrest Gump. |
| 8     | "I'm So Sick of You" (Estou Tão Cansado de Você)                  | 3:26    | Elvis Costello                                             | Sobre a namorada do narrador e seus odiáveis hábitos pessoais. |
| 9     | "Syndicated Inc." (Sindicado Inc.)                                | 3:54    | "Misery" por Soul Asylum                                   | Sobre a devoção de uma família a televisão sindicalizada. |
| 10    | "I Remember Larry" (Eu Me Lembro do Larry)                        | 3:56    | Original                                                   | Sobre um grandalhão chamado Larry que fazia atrocidades contra "Weird Al". O cantor fala do quanto sente a sua falta desde a sua morte, embora a letra revele que foi ele mesmo quem o matou. A canção possui uma mensagem audível somente com a faixa tocada de trás para frente, que diz: "Wow, you must have an awful lot of free time on your hands" (Uau, você deve ter um espantoso tempo livre em suas mãos.)                                                                                  |
| 11    | "Phony Calls" (Ligações Falsas)                                   | 2:33    | "Waterfalls" por TLC                                       | Sobre os perigos em se fazer trotes ao telefone. Inclui um trecho de um dos muitos trotes que Bart Simpson, do seriado Os Simpsons, passa para o Moe's Tavern. |
| 12    | "The Night Santa Went Crazy" (O Papai Noel Enlouqueceu)           | 4:03    | Soul Asylum                                                | Uma canção natalina sobre o dia em que o Papai Noel enlouqueceu e começou a matar todos, inclusive os seus duendes. |
| 13    | "Spy Hard" (Duro de espiar)                                       | 2:46    |                                                            | |

## Formação
- "Weird Al" Yankovic - sintetizador, acordeão, voz
- Jim West - guitarra, vocais
- Steve Jay - baixo, vocais
- Rubén Valtierra – teclados
- Jon "Bermuda" Schwartz - bateria, percussão
- Gary Herbig - saxofone baixo
- Joel Peskin - clarinete
- Warren Luening - trompete
- Tommy Johnson - tuba
- Lisa Popeil - vocais

### Produção
- Engenharia de som e mixagem: Tony Papa
- Assistente de engenharia: Colin Sauers
- Arranjos: "Weird Al" Yankovic
- Masterização: Bernie Grundman
- Direção de arte: Doug Haverty
- Fotografia: Carl Studna

| Críticas profissionais                                                      | Críticas profissionais |
| Avaliações da crítica                                                       | Avaliações da crítica  |
| Fonte                                                                       | Avaliação              |
| --------------------------------------------------------------------------- | ---------------------- |
| Allmusic                                                                    | [ 3 ]                  |
| Esta tabela precisa de ser acompanhada por texto em prosa. Consulte o guia. |                        |

## Paradas

### Álbum
| Ano  | Parada            | Posição |
| ---- | ----------------- | ------- |
| 1996 | The Billboard 200 | 14      |

### Singles
| Ano  | Single           | Parada                | Posição |
| ---- | ---------------- | --------------------- | ------- |
| 1996 | "Amish Paradise" | The Billboard Hot 100 | 53      |